# Håkan Mild
Stig Håkan Mild, född 14 juni 1971 i Trollhättan, är en svensk före detta fotbollsspelare och klubbdirektör för IFK Göteborg.

## Klubbkarriär
Mild började sin fotbollskarriär i Trollhättans FK. Han kom till IFK Göteborg första gången 1988. Redan under sitt första år med A-laget gjorde Håkan Mild debut i allsvenskan, när han byttes in mot Halmstad den 26 juli. Året därpå gjorde han också sitt första allsvenska mål och vann sitt första SM-guld med klubben. 1991 slutade med ett andra SM-guld för IFK Göteborg.
Efter ett mellanår vann Håkan Mild också ett tredje SM-guld, men 22 år gammal lämnade han sedan IFK Göteborg för första gången och blev utlandsproffs i schweiziska Servette FC. Första säsongen var lyckosam i och med att man vann ligan. 
Under det andra året i Schweiz gick det tyngre för Mild, och efter 21 spelade ligamatcher återvände han till IFK Göteborg under sommaren 1995. Senare samma år vann han sitt fjärde SM-guld.
Efter ett femte SM-guld med IFK Göteborg väntade två nya proffsäventyr för den löpstarka mittfältaren. Först hade han två framgångsrika år i Real Sociedad, där det blev en tredjeplats i La Liga 1997–98. Men Mild flyttade från San Sebastián på grund av privata skäl men betraktade tiden i Spanien som de bästa i sitt fotbollsliv.
Efter en ny 2-årsperiod i IFK Göteborg, skrev han i november 2001 på för Wimbledon FC, som då spelade i Championship. Blåvitt och Mild hade inte kommit överens om nytt kontrakt, så för att slippa bli ett Bosman-fall vid sin övergång till Wimbledon betalade Mild en del av övergångssumman till IFK Göteborg ur egen ficka.
Men efter en kort och skadedrabbad sejour i England, återvände Mild till IFK Göteborg 2002. Då var Mild spelare, men kontraktet innebar att han efter spelarkarriären skulle få en roll inom IFK Göteborg. 11 december 2005 spelade Håkan Mild sin sista match i IFK Göteborg, i Royal League mot norska FK Lyn. En 18 år lång spelarkarriär var tillända.
Sammanlagt spelade Håkan Mild 226 allsvenska matcher för IFK Göteborg, uppdelat på fyra olika perioder. Han anses vara en av klubbens främsta spelare genom tiderna. Efter säsongen 2005 fick Mild tjänsten som sportchef i IFK Göteborg. Redan under sitt första år som sportchef vann Håkan Mild sitt sjätte SM-guld.

## Landslagskarriär
17 april 1991 gjorde Mild debut i A-landslaget i en träningslandskamp mot Grekland och blev även målskytt.
Mild visste att han inte var en man för startelvan i VM 1994, men på grund av skador och avstängningar på Jonas Thern och Stefan Schwarz fick han oväntat mycket speltid. Mild medverkade i totalt 5 matcher och spelade kvartsfinalen, semifinalen och bronsmatchen från start. Han signerade 2–0-målet mot Bulgarien, serverade Tomas Brolin bollen vid det klassiska frisparksmålet mot Rumänien och inledde straffläggningen i samma match med att skjuta över. Men Thomas Ravelli räddade Rumäniens sista straff och tog Sverige till semifinal.
8 juni 1995 gjorde Mild två mål mot England i För-EM, även kallad Umbro Cup, i landskampen som slutade 3–3.
Sverige lyckades inte kvala till varken EM 1996 i England eller VM 1998 i Frankrike.
Det hann inte ens gå en minut i EM-kvalmatchen på Wembley mellan England och Sverige 5 juni 1999, då Mild tvingades utgå, efter att Paul Scholes kom farande med dobbarna före, rätt in i Milds lår, och ett revben gick också sönder. Scholes fortsatte dock spela lika vårdslöst och hann dra på sig två gula kort innan ens en timme var spelad.
I EM 2000 startade Mild matcherna mot Turkiet och Italien. Hans 74:e och sista landskamp blev mot England på Old Trafford 10 november 2001, då Mild även gjorde sitt 8:e mål i landslaget

## Övrigt
2009 köpte Mild och hans hustru Katarina det göteborgska glassföretaget Lejonet & Björnen. Han lämnade rollen som sportchef för IFK Göteborg 2014, och blev expertkommentator hos Radiosporten. 2019 rekryterade FC Trollhättan, honom som rådgivare, främst gällande sportsliga frågor. Mild är även delägare i Buddys bowlingrestaurang i Trollhättan och delägare i rekryteringsbolaget Effektiv.19 januari 2021 blev han klubbdirektör för IFK Göteborg.

## Meriter
- VM-brons 1994
- Deltagande i Europamästerskapet 2000
- 74 A-landskamper
- 8 landslagsmål
- Fem SM-guld med IFK Göteborg (1990, 1991, 1993, 1995, 1996) som spelare
- Ett SM-guld med IFK Göteborg (2007) som sportchef
- Årets göteborgare 2007